# SMG7
SMG7‏ (SMG7, nonsense mediated mRNA decay factor) هوَ بروتين يُشَفر بواسطة جين SMG7 في الإنسان.